# Brachystephanus giganteus
Brachystephanus giganteus är en akantusväxtart som beskrevs av Champl.. Brachystephanus giganteus ingår i släktet Brachystephanus och familjen akantusväxter. Inga underarter finns listade i Catalogue of Life.